# 国画会
国画会（こくがかい）とは、昭和期における有力な美術団体のひとつ。昭和3年（1928年）、もともとは京都の日本画団体として始まった国画創作協会（大正7年-昭和2年）の第一部（日本画）の解散を受けて、その第二部（洋画・工芸・彫刻）が名称を「国画会」と改めて展覧会を発足したことに始まる。

## 概要

### 国画創作協会（大正7年-昭和3年）
大正7年（1918年）1月20日、京都で活躍する新進気鋭の日本画家5人、小野竹喬・土田麦僊・村上華岳・野長瀬晩花・榊原紫峰が設立。「生ルヽモノハ芸術ナリ。機構ニ由ツテ成ルニアラズ」に始まる宣言書を掲げた同協会は、文部省美術展覧会（文展）の旧態依然とした体質や審査基準の曖昧さに反発して、自らの信念に基づく芸術を自由に創造し発表できる場を求めて生まれた。
創立会員5名と第1回国画創作協会展（国展）後に会員となる入江波光は、京都市立絵画専門学校（現・京都市立芸術大学）の第一期生であり、共通の師に国展顧問となる竹内栖鳳と美術史家の中井宗太郎がいた。
宣言書には個性の尊重と自然への愛を掲げ、何よりも創作の自由を第一義とした。また、宣言書に付された協会規約には、毎年秋に東京と京都で展覧会を開くこと、会員以外の出品も認め、会員と監査顧問協定の上で陳列することを記して、国展が京都という一都市の同人的な展覧会ではなく、全国規模の開かれた、厳正な審査を行う公募展であることを明記した。同年11月に開催された第1回展には京都だけでなく、全国から多数の応募があった。妖艶な女性像や北方ルネサンス美術の影響を受けた素描作品、西洋風の細密描写など様々な傾向を持つ作品が集まる同展覧会は、文展では受け入れられない新しい画家達の受け皿となり、発展していく。
第1回展は、大正7年11月1日から11月15日まで、白木屋で、麦僊「湯女」、華岳「聖者の死」、波光「降魔」、竹喬「波切村」など。第2回展は、大正8年11月1日から11月15日まで、白木屋で、麦僊「三人の舞妓」、華岳「日高河」、紫峰「赤松」など。第3回展は、大正9年11月2日から11月15日まで、白木屋で、華岳「裸婦」など。第4回展は大正12年9月1日に発生した関東大震災のため延期され、11月に東京、翌年4月に京都で開催。 
大正14年第二部（洋画）を設け、梅原龍三郎、川島理一郎を新会員に迎える。第5回展は大正15年2月24日から3月19日まで、日本美術協会で、麦僊「罌粟」、華岳「松山雲烟」、波光「聖コンスタンツァ寺」、梅原「江の浦」、川島「子供の祭」など。昭和2年、第二部の推薦により、金子九平次を迎えて「彫刻部」を、富本憲吉を迎えて「工芸部」を新設。第7回展は昭和3年（1928年）4月27日から5月14日まで、竹喬「冬日帖」、川島「地下鉄道」など。また、この年第一部に版画室を新設。
このようにして同協会は日本画、版画、洋画、彫刻、工芸の各分野を要する総合的な団体に発展したが、それによって経済的事務的な問題が生じることとなる。さらに、関東大震災を境に社会の流れが、大正時代の自由な気風から統制的な方向へと変換してゆくに従って、この会もかつての熱気を失って終息せざるを得なかった。昭和3年7月、13名の第一部同人の名で解散書を発表、10年の活動に幕を閉じた。なお、第一部（日本画）の有志は解散直後の昭和3年11月に「新樹社」を結成したが、会員間の確執から昭和6年に会員が大量に脱退し、活動停止した。

### 国画会（大正15年/昭和4年- ）
国画創作協会の第二部（洋画）は、名称を「国画会」と改め、展覧会名も通称としての「国展」を継承。洋画部初公募をした大正15年（1926年）を第1回として、昭和4年（1929年）を第4回として上野・東京府美術館で開催。 
洋画部では、梅原龍三郎を筆頭に、川島理一郎、山脇信徳、河野通勢、難波田龍起、山口薫、青山義雄、香月泰男、曽宮一念、川口軌外、原精一、須田剋太、井上三綱、里見勝蔵、小牧源太郎などが知られる。彫刻部では、清水多嘉示、柳原義達らが一時期関わっていた。工芸部では、富本憲吉、柳宗悦、濱田庄司、バーナード・リーチ、芹澤銈介、河井寬次郎など、民藝運動の代表的な人物たちが作品を寄せた。昭和6年にできた版画部では、平塚運一、恩地孝四郎、川上澄生、棟方志功といった創作版画運動の主導者たちが加わった。そして当時の美術団体としては珍しく昭和15年に写真部を創設し、野島康三、福原信三、木村伊兵衛、中山岩太といった写真史に残る人物を擁した。
こうして、同会は絵画部に版画部･彫刻部･工芸部･写真部を加え、5部による美術団体として発展。昭和19年（1944年）、一旦、国画会研究所を閉鎖し、昭和20年（1945年）を除き、昭和21年（1946年）4月から再開、毎年春期に東京都立美術館にて公募展を開催。平成19年(2007年)より、国立新美術館に国展の会場を移している。

## 図版

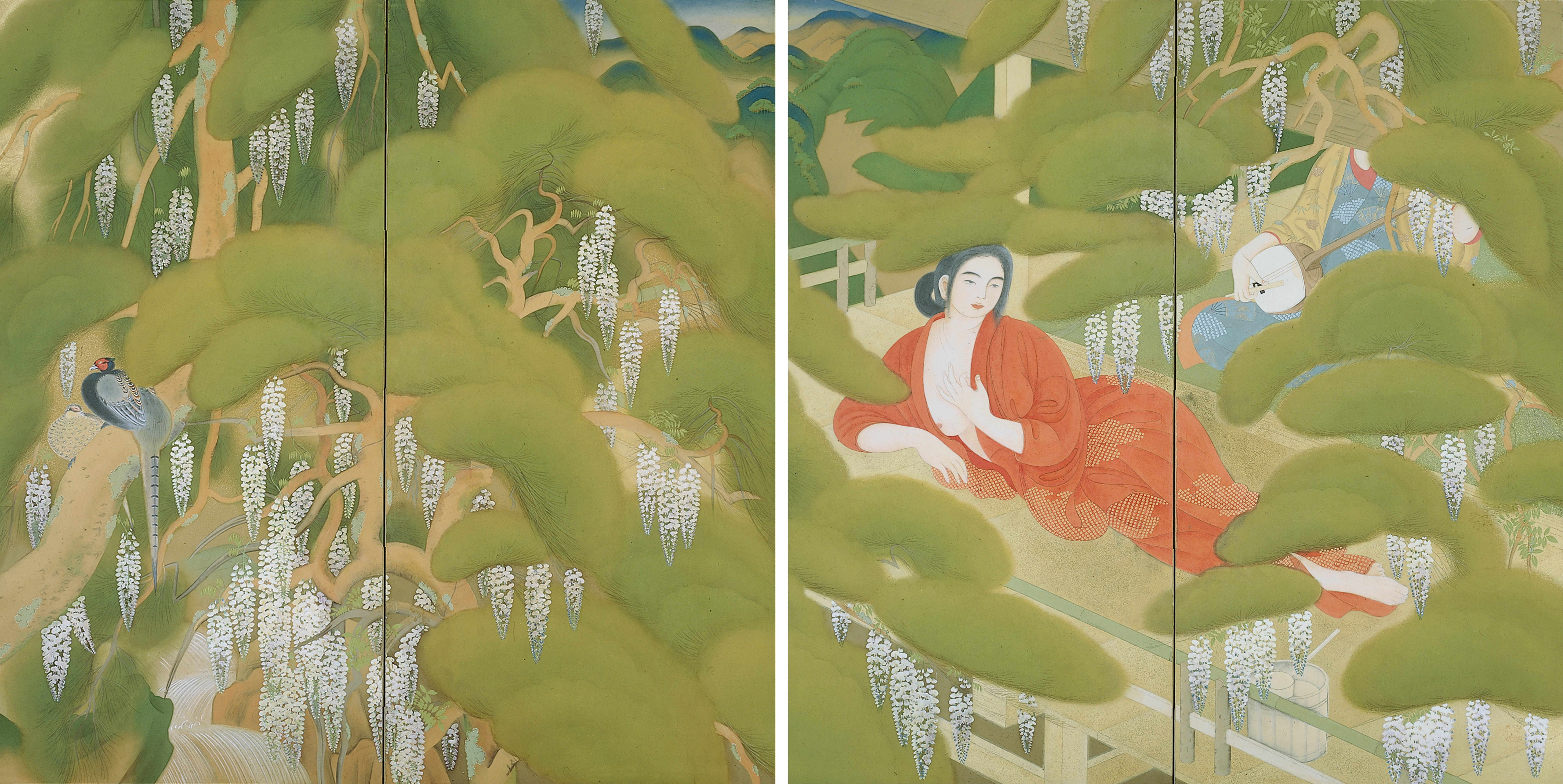
土田麦僊《湯女》大正7年、第1回国画創作協会展、東京国立近代美術館蔵、重要文化財
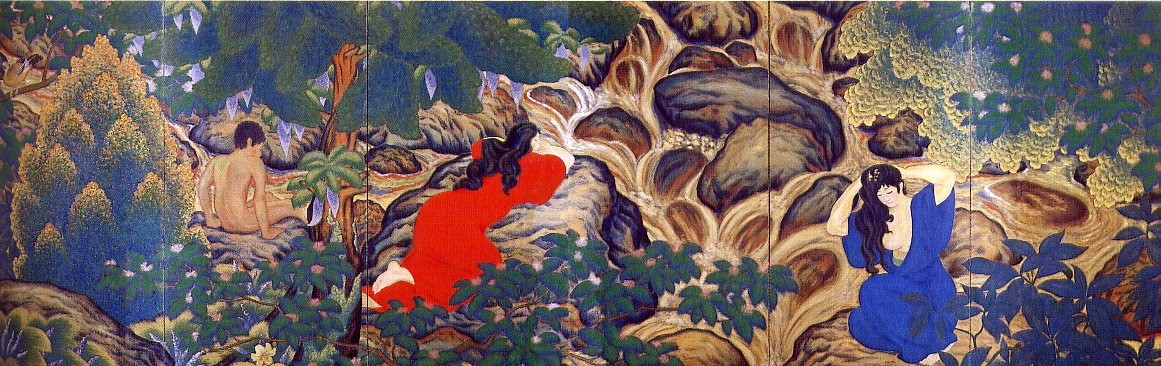
野長瀬晩花《初夏の流》大正7年、第1回国画創作協会、京都市美術館蔵
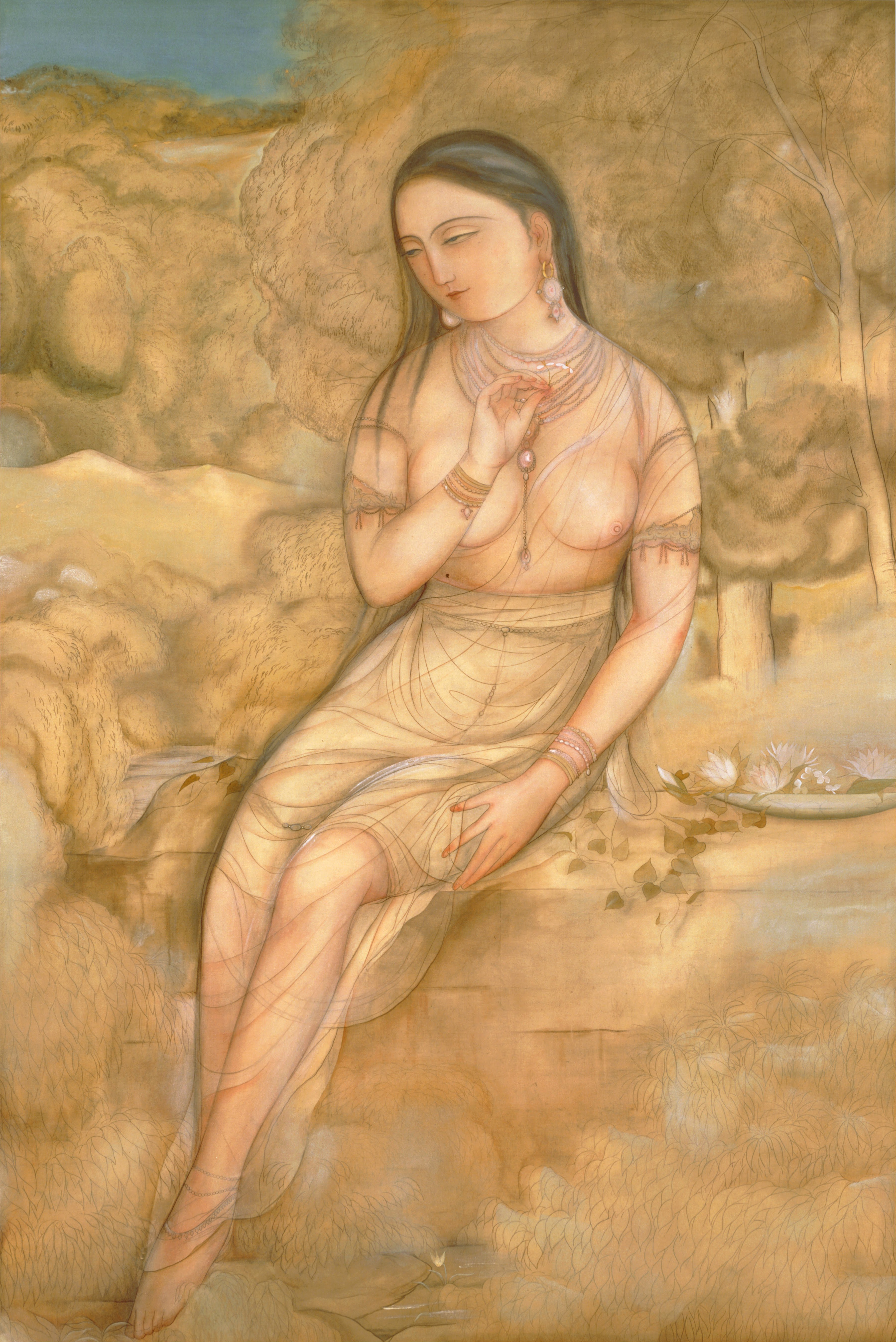
村上華岳《裸婦図》大正9年、第3回国画創作協会、山種美術館蔵、重要文化財
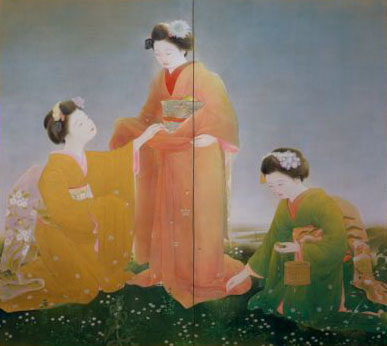
入江波光《摘草》昭和3年、第7回国画創作協会、京都国立近代美術館蔵